# Радек Рак
Радек Рак (пол. Radek Rak, 1987) — польський письменник-фантаст, який працює ветеринарним лікарем. Лауреат золотої винагороди Літературної премії імені Єжи Жулавського за 2017 рік та головної нагороди премії імені Єжи Жулавського за 2021 рік.

## Біографія
Радек Рак народився у 1987 році. Він здобув фах ветеринарного лікаря у Любліні, після чого працює за фахом у місті Дембиця. Літературну діяльність розпочав у 2011 році, коли його оповідання «Птахи над Любліном» (пол. Ptaki nad Lublinem) опубліковане в журналі «Nowa Fantastyka». У 2014 році вийшов перший роман автора «Я кохаю тебе, Ліліт» (пол. Kocham cię, Lilith). У 2016 році вийшов друком роман письменника «Порожнє небо», за який Рак отримав золоту відзнаку літературної премії імені Єжи Жулавського, а також номінувався на премію імені Януша Зайделя.

### Романи і повісті
- Десь там у інших світах (пол. Tamdarej w innych światach, 2012)
- Я кохаю тебе, Ліліт (пол. Kocham cię, Lilith, 2014)
- Покликання Івана Мровлі (пол. Powołanie Iwana Mrowli, 2014)
- Порожнє небо (пол. Puste niebo, 2016)

### Оповідання
- Птахи над Любліном (пол. Ptaki nad Lublinem, 2011)
- Змагався з бурею (пол. Ścigałem się z burzą, 2011)
- Лілька (пол. Lilka, 2012)
- Дівчина з картоплиною (пол. Dziewczyna z kartofliska, 2013)
- Квіти папороті (пол. Kwiaty paproci, 2015)
- Чорні світи (пол. Czarne światy, 2018)
- Засвоїти ніч (пол. Oswoić noc, 2018)
- Переповнено світлом (пол. Pełnia Światła, 2019)